# پگتیمل
پگتیمل (روسی: Пегтымель) یک رودخانه در ناحیه خودگردان چوکوتکای کشور روسیه است.